# Atelopus muisca
Atelopus muisca é uma espécie de sapo da família Bufonidae. Ele é endêmico na região Colômbia. Seu habitat natural são as florestas úmidas de montanhas e pradarias em elevadas altitudes, em áreas tropicais e subtropicais, e rios. Está ameaçado pela perda do seu habitat.